# Orjais
Orjais é uma povoação portuguesa sede da Freguesia de Orjais do Município da Covilhã, freguesia com 18,9 km² de área e 663 habitantes (censo de 2021), tendo, por isso, uma densidade populacional de 35,1 hab./km².
O atual presidente da freguesia de Orjais é Sérgio Rodrigues.. 

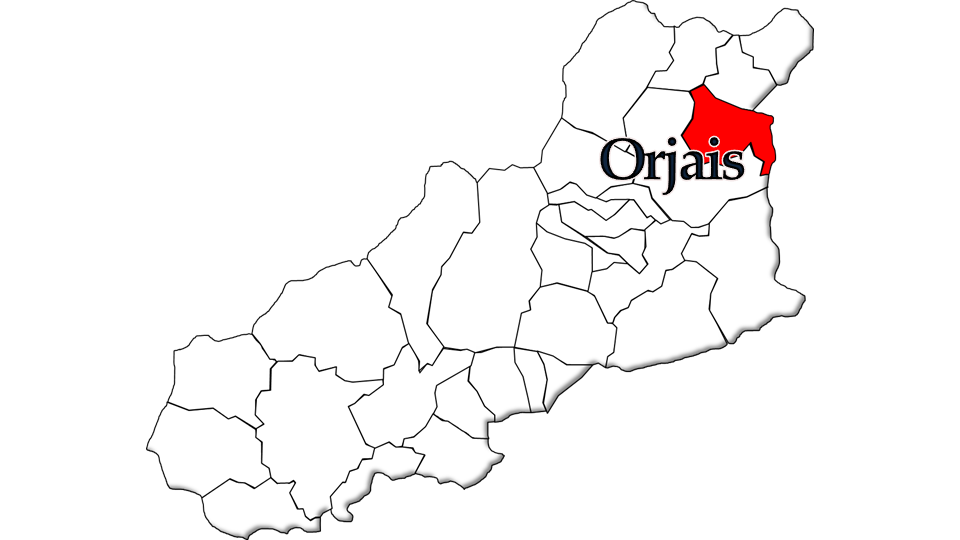
Localização da freguesia no Município da Covilhã

## Demografia
A população registada nos censos foi:
| Distribuição da População por Grupos Etários | Distribuição da População por Grupos Etários | Distribuição da População por Grupos Etários | Distribuição da População por Grupos Etários | Distribuição da População por Grupos Etários |
| -------------------------------------------- | -------------------------------------------- | -------------------------------------------- | -------------------------------------------- | -------------------------------------------- |
| Ano                                          | 0-14 Anos                                    | 15-24 Anos                                   | 25-64 Anos                                   | > 65 Anos                                    |
| 2001                                         | 115                                          | 95                                           | 447                                          | 202                                          |
| 2011                                         | 81                                           | 87                                           | 424                                          | 214                                          |
| 2021                                         | 57                                           | 57                                           | 343                                          | 206                                          |

## Festa do Pêssego
Teve origem na FACIO, Feira Agrícola, Comercial e Industrial de Orjais e passou a ser a Festa do Pêssego no ano de 2022 , uma festa para dar projeção à marca «Pêssego da Covilhã» . A principal atração do evento é o fruto, um produto característico da freguesia.
A Festa realiza-se habitualmente no primeiro fim de semana de agosto sempre com muita animação.

## Património
- Templo romano da Senhora das Cabeças
- Castro de Orjais e ruínas de uma construção junto à capela de Nossa Senhora das Cabeças
- Vestígios da villa romana da Quinta da Mourata
- Ermidas de Nossa Senhora das Cabeças (e miradouro) e de Nossa Senhora da Luz
- Vestígios romanos na Senhora das Luzes e na quinta de Vale Lourenço
- Vestígios romanos epigráficos, de um templo e de villa romana da Vinha do Conde